# Witte Kerkje (Huis ter Heide)
Het Witte Kerkje in de Nederlandse gemeente Zeist maakt deel uit van de Nederlands Hervormde Gemeente. De kerk staat aan de Amersfoortseweg 47 in Huis ter Heide. Op 31 januari 1860 werd de eerste dienst in het kerkje gehouden.

## Gebouw
Het betreft een eenvoudig zaalkerkje dat destijds in typische waterstaatstijl is gebouwd.  Aan het einde van de lange en rechthoekige zaal staat de preekstoel. Rondboogvensters vormen een van de meerdere classicistische details die het kerkje kent. 
Orgel
Boven de ingang hangt het roodgeschilderde orgel dat op 24 september 1904 in gebruik werd genomen. Het  eenklaviers orgel werd gebouwd door de Firma Adema. 
Toren
De topgevel met de ingang was voorzien van een puntig torentje. De spits van de toren werd in 1915 verbouwd in barokke stijl. In de toren bevindt zich een klok van François Hemony uit 1659.

## Renovatie
Toen de kerk bijna 150 jaar bestond werd besloten het pleisterwerk aan de buitenkant van het gebouw te vervangen. In de zaal kwam een nieuwe hardstenen vloer. 

De inrichting is sober. Er worden regelmatig concerten gegeven en op Open Monumentendag is de kerk te bezichtigen. 